# Jean-Nicolas-Louis Durand
Jean-Nicolas-Louis Durand (ur. 18 września 1760 w Paryżu, zm. 31 grudnia 1834 w Thiais), francuski architekt i teoretyk architektury.
Architekturę studiował m.in. pod kierunkiem Étienne-Louis Boulléego, w latach 1797-1833 profesor architektury w École Polytechnique w Paryżu.
W latach 1799–1801 wydał Receuil et parallele des édifices en tout genre, anciens et modernes, w której zamieścił przykłady budynków architektury dawnej i współczesnej, wszystkie przedstawione w tej samej skali.
W latach 1802–1805 wydał swoje najbardziej znane dzieło, Precis des lecons d'architecture données à l'ecole polythechnique.
Traktaty Duranda wywarły znaczny wpływ na architekturę europejską 1 połowy XIX wieku. Opowiadał się za prostotą, powtarzalnością planów i elewacji, wykorzystaniem w dekoracji budynków naturalnych właściwości materiałów budowlanych.

## Pisma
- Nouveau précis des leçons d’architecture : données a l’Ecole impériale polytechnique by J.N.L. Durand pub. Fantin; (1813)
- Précis des leçons d’architecture données à l’École royale polytechnique by J.N.L. Durand. pub. Chez l'auteur; (1809)
- Recueil et parallèle des édifices de tout genre, anciens et modernes : remarquables par leur beuté, par leur grandeur, ou par leur singularité, et dessinés sur une même échelle by J.N.L. Durand. pub. D. Avanzo; (1800/1801[1])
- Recueil et parallèle des édifices de tout genre, anciens et modernes : remarquables par leur beuté, par leur grandeur, ou par leur singularité, et dessinés sur une même échelle by J.N.L. Durand. pub. l’Imprimerie de Gillé fils; (1799 or 1800)